# Далматова (деревня)
Далматова — деревня в Шатровском районе Курганской области.

## История
До 1917 года в составе Мостовской волости Ялуторовского уезда Тобольской губернии. По данным на 1926 год состояла из 108 хозяйств. В административном отношении входила в состав Широковского сельсовета Шатровского района Тюменского округа Уральской области.

## Население
| 2010 |
| ---- |
| 56   |

По данным переписи 1926 года в деревне проживало 488 человек (225 мужчин и 263 женщины), в том числе: русские составляли 99 % населения.